# المجارين (السبرة)

تعديل مصدري - تعديل

المجارين محلة تابعة لقرية السحية، التابعة لعزلة الابروة بمديرية السبرة إحدى مديريات محافظة إب في الجمهورية اليمنية.، بلغ تعداد سكانها 147 حسب تعداد اليمن لعام 2004.